# Бабукар Гає
Бабукар Гає (англ. Baboucarr Gaye, нар. 24 лютого 1998, Білефельд) — гамбійський футболіст, воротар німецького клубу «Рот Вайс» (Кобленц) і національної збірної Гамбії.

## Клубна кар'єра
Народився 24 лютого 1998 року в місті Білефельд. Вихованець футбольної школи клубу «Армінія» (Білефельд).
У дорослому футболі дебютував 2017 року виступами за команду «Армінія-2» (Білефельд), у якій провів один сезон, взявши участь у 13 матчах чемпіонату. 
Своєю грою за цю команду привернув увагу представників тренерського штабу клубу «Армінія» (Білефельд), до складу якого приєднався 2018 року. Відіграв за білефельдський клуб наступний сезон своєї ігрової кар'єри.
Згодом з 2019 по 2020 рік грав у складі команд «Ваттеншайд 09» та «Штутгарт» II.
До складу клубу «Рот Вайс» (Кобленц) приєднався 2020 року. Станом на 29 травня 2022 року відіграв за клуб з Кобленца 65 матчів в національному чемпіонаті.

## Виступи за збірну
У 2018 році дебютував в офіційних матчах у складі національної збірної Гамбії.
У складі збірної був учасником Кубка африканських націй 2021 року у Камеруні.
| Дата       | Місто    | Господарі     | Результат | Гості            | Турнір                                      | Голи | Примітки |
| ---------- | -------- | ------------- | --------- | ---------------- | ------------------------------------------- | ---- | -------- |
| 11-10-2020 | Паршал   | Гамбія        | 1 – 0     | Республіка Конго | товариський матч                            | -    |          |
| 5-6-2021   | Манавгат | Гамбія        | 2 – 0     | Нігер            | товариський матч                            | -    |          |
| 8-6-2021   | Бакау    | Гамбія        | 1 – 0     | Того             | товариський матч                            | -    |          |
| 9-10-2021  | Бакау    | Гамбія        | 1 – 2     | Сьєрра-Леоне     | товариський матч                            | -2   |          |
| 16-11-2021 | Абу-Дабі | Нова Зеландія | 2 – 0     | Гамбія           | товариський матч                            | -2   |          |
| 20-1-2022  | Лімбе    | Гамбія        | 1 – 0     | Туніс            | Кубок африканських націй 2021 - 1-й етап    | -    |          |
| 24-1-2022  | Бафусам  | Гвінея        | 0 – 1     | Гамбія           | Кубок африканських націй 2021 - 1/8 фіналу  | -    |          |
| 29-1-2022  | Дуала    | Гамбія        | 0 – 2     | Камерун          | Кубок африканських націй 2021 - чвертьфінал | -2   | 40'      |
| 23-3-2022  | Яунде    | Чад           | 0 – 1     | Гамбія           | Відбір до Кубка африканських націй 2023     | -    |          |
| 29-3-2022  | Агадір   | Гамбія        | 2 – 2     | Чад              | Відбір до Кубка африканських націй 2023     | -2   |          |
| 29-5-2022  | Дубай    | ОАЕ           | 1 – 1     | Гамбія           | товариський матч                            | -1   |          |
| Усього     |          | Матчів        | 11        |                  | Голів                                       | -9   |          |